# Yoshio Yoshida (giocatore di baseball)
Yoshio Yoshida (Kyoto, 26 luglio 1933 – Nishinomiya, 3 febbraio 2025) è stato un giocatore di baseball e allenatore di baseball giapponese.
Il suo numero 23 è stato ritirato dalle maglie degli Hanshin Tigers, la squadra del campionato professionistico giapponese Nippon Professional Baseball a cui ha dedicato tutta la sua carriera di giocatore. Ha anche collaborato in qualità di commentatore televisivo e radiofonico per il baseball con i canali della Asahi Broadcasting Corporation.

## Carriera

### Giocatore
Disputò i campionati giovanili con le squadre della sua città, Kyoto, nelle file della Scuola Superiore Yamashiro e dell'Università Ritsumeikan. Esordì tra i professionisti il 28 marzo 1953 con gli Osaka Tigers, che nel 1961 sarebbero diventati Hanshin Tigers. Fece parte della squadra fino al ritiro dall'attività agonistica, avvenuto nel 1969. Divenne famoso per le sue doti di difensore come interbase e fu inserito 9 volte nella squadra ideale del campionato, record tuttora imbattuto. Fu spesso paragonato al famoso generale del XII secolo Minamoto no Yoshitsune, e venne soprannominato "Ushiwakamaru", il nome di Yoshitsune da bambino.
Nelle 19 stagioni disputate da giocatore con i Tigers si è aggiudicato il titolo della Central League nel 1962 e nel 1964, ma non ha mai vinto il titolo assoluto delle Japan Series. Fu ininterrottamente il miglior battitore dei Tigers dal 1955 al 1966 e per 13 volte consecutive venne inserito nella squadra che partecipò all'All-Star Game dal 1954 al 1966. Nel corso della carriera eseguì 264 palle smorzate, un record per quei tempi.

### Allenatore
Gli fu affidato per la prima volta il ruolo di allenatore dei Tigers nel 1975, incarico che ricoprì anche nelle due stagioni successive, dal 1985 al 1987 e dal 1997 al 1998.  Il suo nome è legato all'unica vittoria dei Tigers nelle Japan Series, quando nel 1985 diresse la squadra che si aggiudicò la Central League, per la prima volta dal 1964, ed il successivo trionfo per 4-2 nella serie finale contro i Seibu Lions. Quell'anno gli fu assegnato il premio Matsutaro Shoriki come miglior rappresentante del baseball in Giappone.
Tra il 1989 ed il 1995, Yoshida fu l'allenatore della nazionale francese, con la quale non riuscì a qualificarsi per le olimpiadi di Barcellona 1992 e Atlanta 1996. A seguito di tale esperienza venne soprannominato Monsieur. Nel 1992 è divenuto membro della Japanese Baseball Hall of Fame, riconoscimento riservato ai più grandi rappresentanti del baseball giapponese. Nel 2011, è stato nominato membro onorario della federazione francese.

## Palmarès

### Giocatore
- Central League: 2

Hanshin Tigers 1962 e 1964

### Allenatore
- Central League: 1

Hanshin Tigers 1985
- Japan Series: 1

Hanshin Tigers 1985

### Individuali
I seguenti premi vengono riconosciuti ai migliori rappresentanti del baseball giapponese, nelle liste dei candidati sono presenti sia giocatori che allenatori:
- Premio Best Nine: 9 nel 1955-1960, 1962, 1964, 1965
- All-Star Game MVP: 1 nel 1956 Gara 2
- Premio Matsutaro Shoriki: 1 nel 1985
- Japanese Baseball Hall of Fame: entrato nel 1992